# Galkayo
Galkayo (ook: Gaalkacyo, Galkacyo, Galcaio, Galka‘yo’, Gallacai, Rocca Littorio, Arabisch: جالكعيو) is een van de grotere steden in Somalië.
Galkayo is de hoofdstad van het district Galkayo én van de regio Mudug. Deze regio is in tweeën gesplitst: het noorden hoort bij de zelfverklaarde autonome regio Puntland en het zuiden bij de autonome regio Galmudug. Galkayo ligt precies op de grens en is dus een gedeelde stad: het noorden hoort bij Puntland en het zuidelijke deel hoort bij Galmudug.
De hoofdstad van Galmudug is Adado.
Galkayo is een belangrijk regionaal economisch- en handelscentrum. De stad ligt aan de grote noord-zuidroute door Somalië en heeft een eigen vliegveld. Er zijn hotels, restaurants, supermarkten, winkelcentra, een ziekenhuis, radiostations, en een groot aantal scholen, ook voor hoger- en beroepsonderwijs.
Galkayo heeft een aride steppeklimaat. De gemiddelde jaartemperatuur is 27,3 °C. April is de warmste maand, gemiddeld 29 °C; januari is het koelste, gemiddeld 25 °C. De jaarlijkse regenval bedraagt ca. 147 mm. Van december t/m maart en juni t/m september zijn er twee droge seizoenen en valt er vrijwel geen regen. De maanden april/mei en oktober zijn iets natter, maar ook dan valt er weinig neerslag: 27–56 mm per maand.